# Otario (película)
Otario es una película uruguaya de 1997. Dirigida por Diego Arsuaga, es un film de suspenso protagonizado por Gabo Correa, Laura Schneider y Ricardo Couto.

## Sinopsis
Para encontrar a su marido desaparecido, una española de buena posición económica contrata a un detective.

## Premios
- 1998: mejor dirección de arte Inés Olmedo, mejor actuación masculina Ricardo Couto y mejor vestuario Tata Lussich en el Festival de Cine de Gramado.
- 1998: premio especial del jurado en el Festival Internacional de Cine de Cartagena de Indias.
- 1998: mejor música original en el Festival Internacional de Cine Latino de Nueva York.
- 1997: mejor opera prima en el Festival Internacional del Nuevo Cine Latinoamericano de La Habana.[3]